# أزفون
أزفون إحدى بلديات دائرة أزفون التابعة لولاية تيزي وزو، تعتبر قبلة سياحية للعديد من الجزائريين المقيمين في الجزائر وفي الخارج، وذلك لما تحويه من لوحات جمالية، إضافة إلى هذا فإنها تعتبر مقر لمختلف الثقافات بسبب موقعها الجغرافي فقد عاشت فيها أجناس مختلفة كالبربر والعرب والأندلسيين والأشراف (المرابطين)... إلخ.
كما ينحدر منها العديد من سكان القصبة في العاصمة خاصّة المطربين الشعبيين والممثلين...إلخ.

## معرض الصور

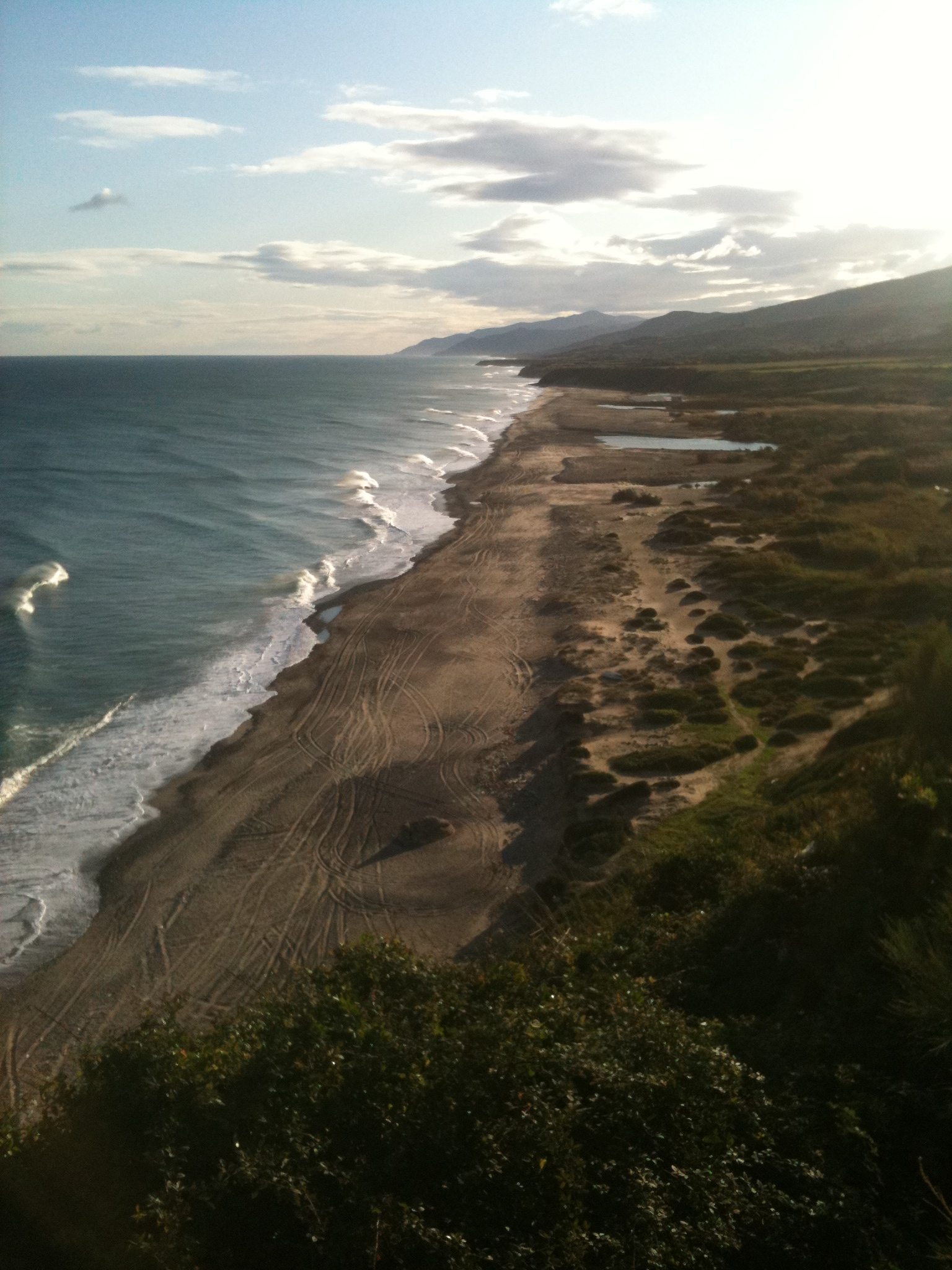
شاطئ سيدي خليفة بأزفون.
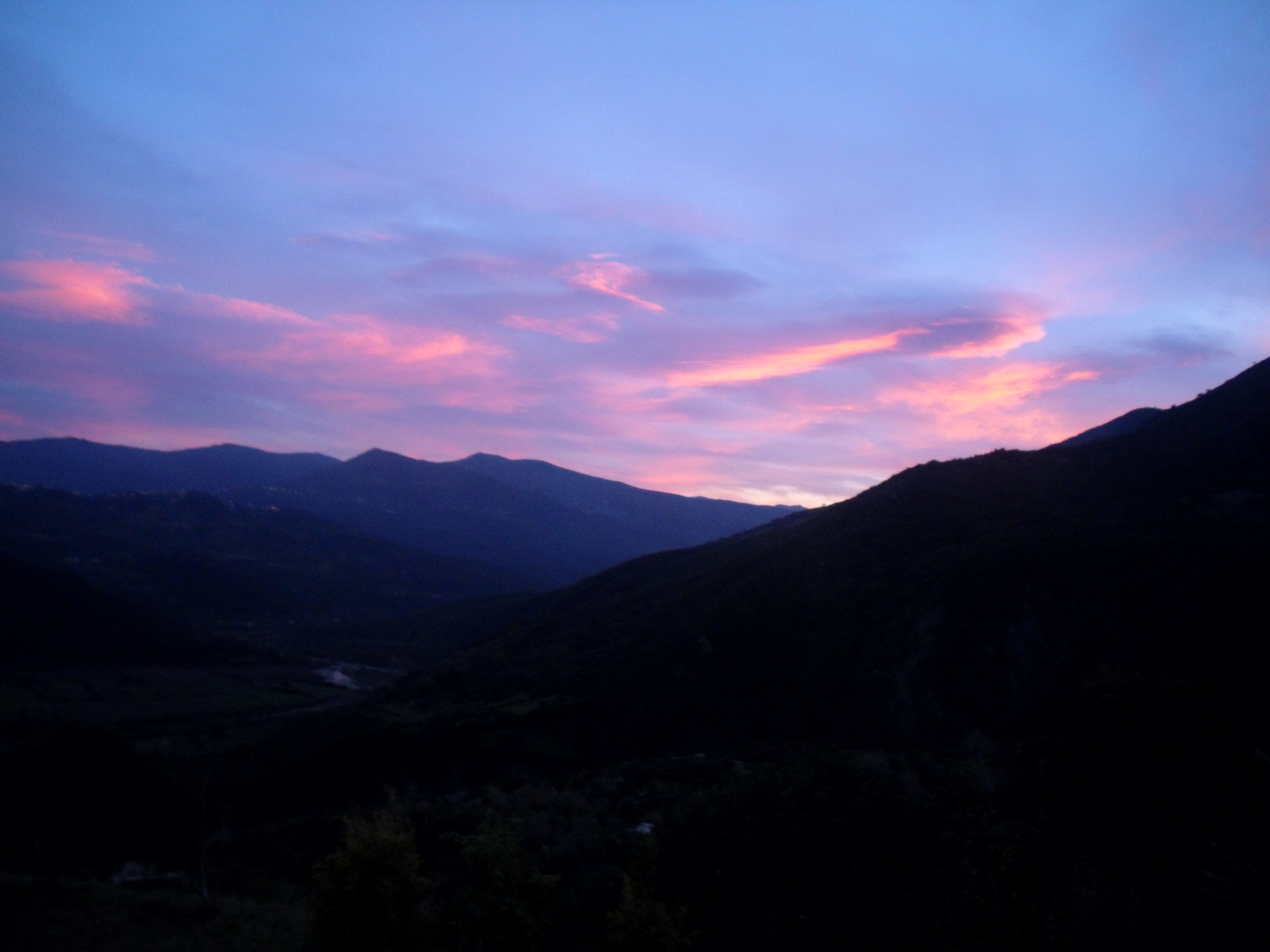
غروب الشمس في أزفون.
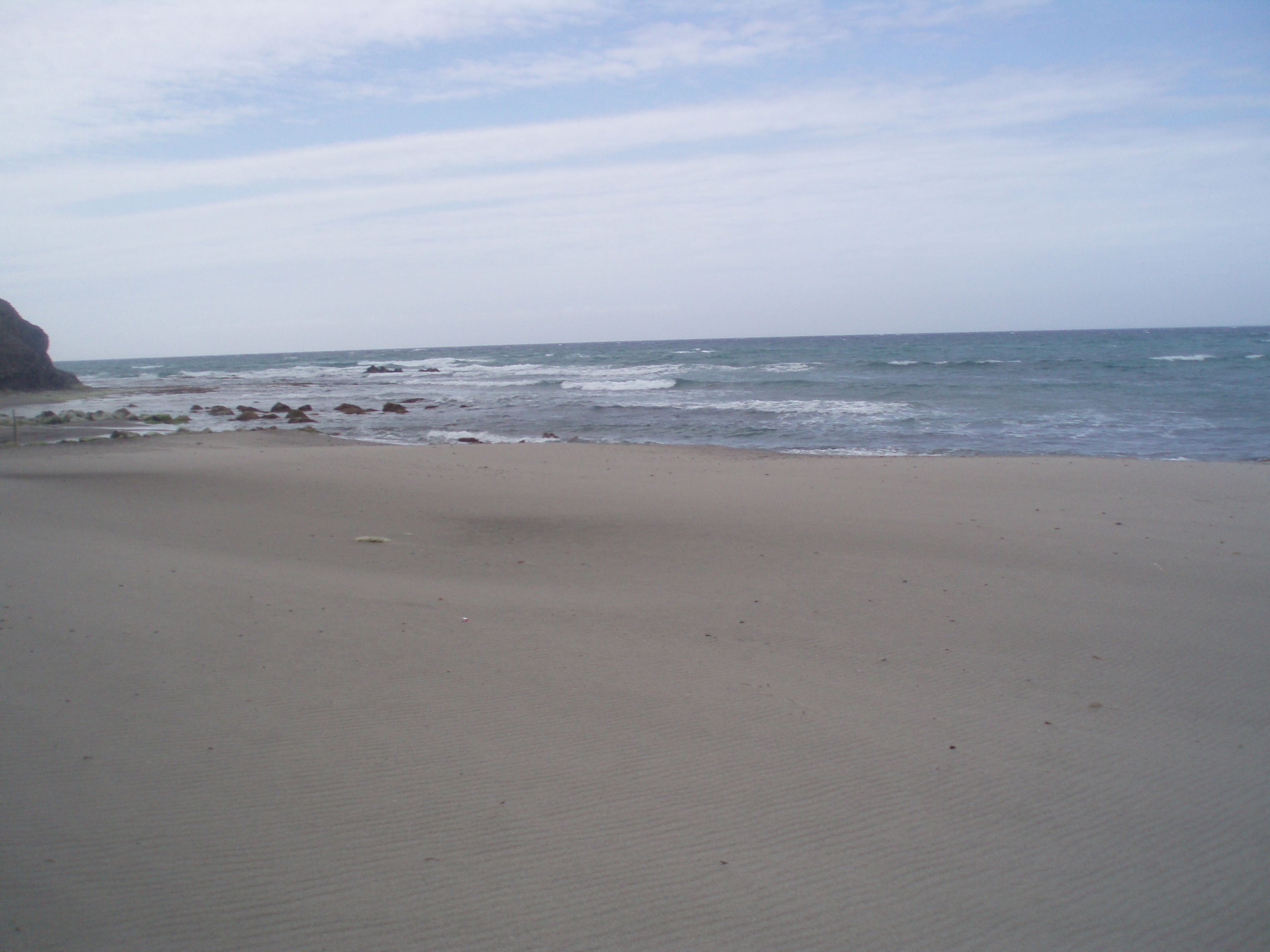
شاطئ الجنة الصغيرة، أزفون.

## النوادي
يضم إقليم بلدية أزفون العديد من نوادي كرة القدم، منها:
1. نجم أزفون

## أعلام
- محمد فلاق
- علي حداد

## مواضيع ذات صلة
- بلديات ولاية تيزي وزو
- دوائر ولاية تيزي وزو